# Catalina de Ribera

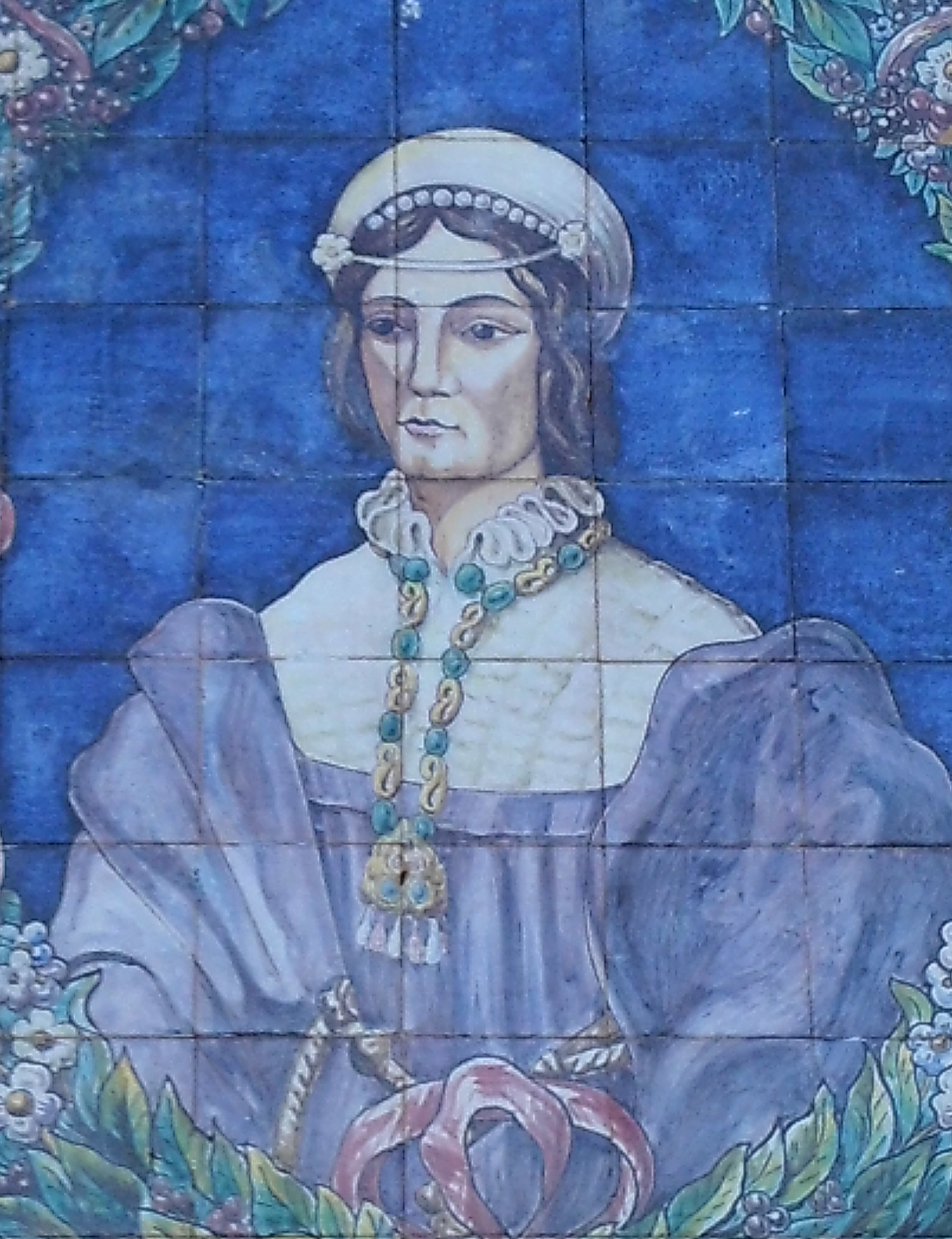
Retrato de Catalina de Ribera en el monumento del paseo con su nombre. Fue realizado en 1921 por Manuel Cuesta y Ramos.

Catalina de Ribera (1447-Sevilla, 13 de enero de 1505) fue una noble andaluza, de la casa de Ribera. Fundó el Hospital de las Cinco Llagas de Sevilla, y también se le debe la construcción de la Casa de Pilatos y una amplia reforma del Palacio de las Dueñas, considerados las dos principales residencias nobiliarias de dicha ciudad.

## Genealogía

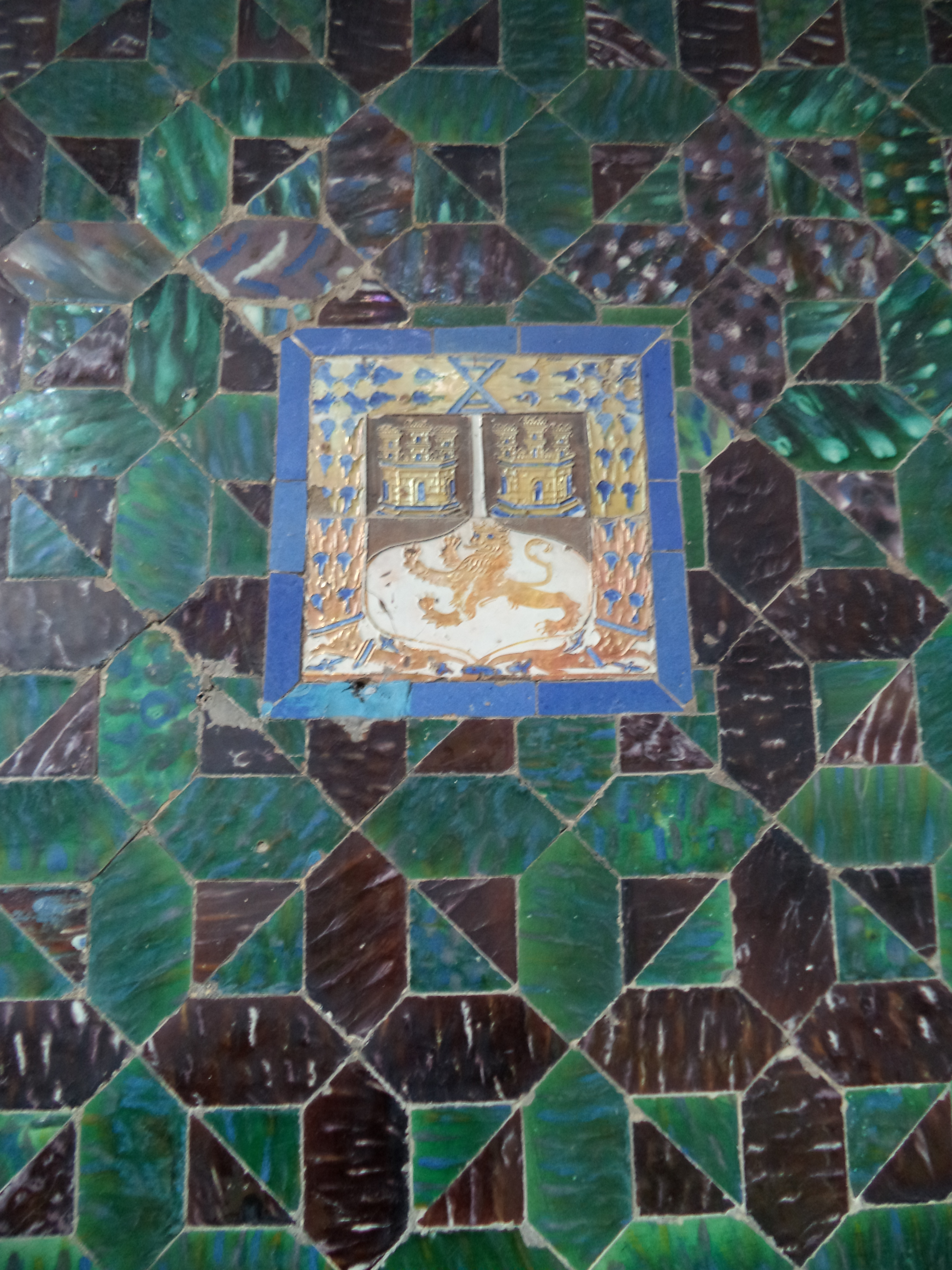
Escudo de armas del linaje Enríquez en un zócalo de azulejos de la Casa de Pilatos

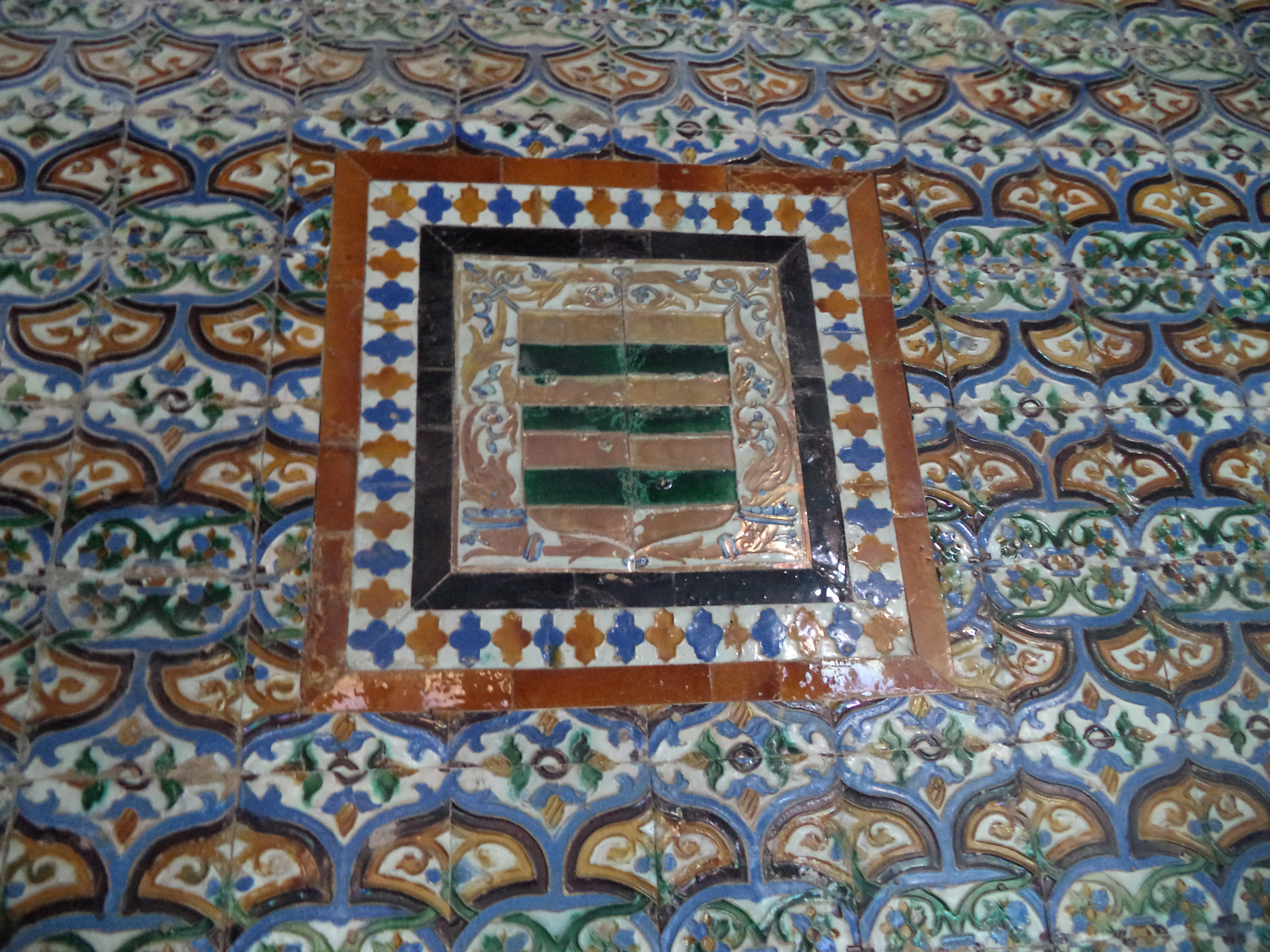
Escudo armas de la casa de Ribera en un zócalo de azulejos de la Casa de Pilatos

Era hija segunda de Per Afán de Ribera, I conde de Los Molares y III adelantado mayor de Andalucía, señor de Cañete, El Coronil y las Aguzaderas, y de María de Mendoza, su segunda mujer, hija del I marqués de Santillana.
Su hermana mayor, Beatriz de Ribera, sucedió en los estados de su padre y casó en 1460 con Pedro Enríquez de Quiñones, pero murió una década más tarde dejando un niño que heredó la casa. Catalina entonces contrajo matrimonio con el viudo de su hermana, con quien tuvo otros dos hijos varones. Su sobrino e hijastro Francisco Enríquez de Cabrera, el hijo y sucesor de Beatriz, III conde de los Molares y V adelantado de Andalucía, murió sin descendencia después de los días de su madrastra, recayendo la casa en el hijo mayor de esta, su medio hermano.
Casó, en 1474, con Pedro Enríquez, el viudo de su hermana Beatriz, I señor de Tarifa (1493), que fue IV adelantado mayor de Andalucía por derecho de su primera mujer (y por el de su citado hijo durante su menor edad). Hijo segundo de Fadrique Enríquez, I conde de Melgar, II almirante de Castilla, II señor de Medina de Rioseco, y de Teresa Fernández de Quiñones, su segunda mujer, de los condes de Luna. Fruto de este enlace nacieron:
- Fadrique Enríquez de Ribera,[1] IV conde de Los Molares, I marqués de Tarifa (1514) y VI adelantado y notario mayor de Andalucía. Sucedió en la casa al morir sin descendencia su medio hermano Francisco. Casó con Elvira de Córdoba o de Herrera, hija de Alfonso Fernández de Córdoba, VI señor de Aguilar, alguacil mayor de Córdoba, y de Catalina Pacheco, de los marqueses de Villena. Sin prole legítima.
- Fernando Enríquez de Ribera,[1] capitán general de Sevilla, que casó con Inés Portocarrero, su deuda, hermana del I conde de la Puebla del Maestre e hija de Pedro Portocarrero el Sordo, señor de Moguer y de Villanueva del Fresno, y de Juana de Cárdenas, señora de la Puebla del Maestre y del estado de Bacares. Tuvieron entre otros hijos a

1. 1. Per Afán Enríquez de Ribera (1509-1571), I duque de Alcalá de los Gazules, II marqués de Tarifa, V conde de los Molares, VII adelantado y notario mayor de Andalucía, virrey de Cataluña y de Nápoles. Murió sin sucesión legítima, aunque fue casado con Leonor Ponce de León, hija de los marqueses de Zahara, y en la casa le sucedió su hermano

- Fernando Enríquez de Ribera (1527-1594), II duque de Alcalá de los Gazules, III marqués de Tarifa, VI conde de los Molares, VIII adelantado y notario mayor de Andalucía. Casó con Juana Cortés y Ramírez de Arellano, hija de Hernán Cortés de Monroy, I marqués del Valle de Oaxaca, adelantado, gobernador y capitán general de la Nueva España, y de Juana de Zúñiga, su mujer, de los condes de Aguilar de Inestrillas. Con sucesión en que siguió la casa de Alcalá.

## Biografía
En 1483 Catalina de Ribera y Pedro Enríquez compraron el Palacio de las Dueñas, aunque el contrato no se escrituró hasta trece años después. Sus anteriores propietarios, los Pineda, se vieron precisados a venderlo para pagar el rescate de Juan de Pineda, preso de los moros en La Ajarquía de Málaga. Los nuevos dueños ampliaron y alhajaron la casa haciendo de ella su morada, y después la destinaron a su segundogénito.
También en 1483, el matrimonio compró en subasta pública una finca de la hacienda de Quinto, en las afueras de Sevilla, que había pertenecido a un judeoconverso ejecutado por la Inquisición. Pagaron solo 800 000 maravedíes, una cantidad muy baja porque diez años después el terreno se tasó en un precio cinco veces superior. Unos meses después Catalina de Ribera se hizo con una finca colindante por un procedimiento similar y en 1487 pudo redondear la propiedad con una tercera compra, tras ser ejecutada la propietaria del terreno, también judeoconversa. El latifundio así formado permaneció en poder de los descendientes de Ribera hasta al menos el siglo XVIII.
A finales del siglo XV y junto con su marido, inició la construcción de la Casa de Pilatos: un bello palacio de 10 000 m², el segundo de la ciudad tras los Reales Alcázares, y con una decoración suntuosa. Este palacio fue terminado por su hijo Fadrique, el primogénito, a quien se atribuye haberle dado el nombre por el que es conocido, con motivo de una peregrinación a Tierra Santa. Fue desde entonces la residencia de los adelantados de Andalucía.
Viuda desde 1492, obtuvo una bula pontificia que le permitía erigir en Sevilla un hospital de caridad para pobres, y en 1500 fundó con su hijo Fadrique el Hospital de las Cinco Llagas. Su emplazamiento original, en la calle Santiago, resultó insalubre, por lo que en 1540 se decidió trasladarlo. Se construyó entonces el edificio definitivo, al norte de la ciudad. Permaneció en funcionamiento hasta 1982, y después el edificio fue reformado y desde 1992 destinado a sede del Parlamento de Andalucía.
Falleció en Sevilla el 13 de enero de 1505 y fue enterrada en un primoroso sepulcro, frente al de su marido, en la Cartuja de Santa María de las Cuevas de dicha ciudad. Tras la Desamortización del siglo XIX, este monasterio se convirtió en la fábrica de cerámica La Cartuja-Pickman y los sepulcros de Catalina y su marido fueron trasladados al panteón de sevillanos ilustres de la iglesia de la Anunciación. La fábrica se trasladó en el siglo XX al municipio de Salteras, y en 1992 los dos sepulcros fueron instalados de nuevo en la Cartuja, que había sido restaurada con motivo de la Exposición Universal de dicho año.

## Homenajes
En 1895 el Ayuntamiento de Sevilla, para honrar su memoria, acordó dar su nombre a un paseo al sur de los Alcázares: el paseo de Catalina de Ribera. En él se plantaron hileras de árboles en 1898 y fue ajardinado en 1920. En 1921 se colocó en estos jardines un monumento con su efigie.